# 乳狀體
乳狀體（Mammillary body）是下丘腦中被灰色物質覆蓋着的一對白色乳突，跟其他大腦結構組成邊緣系統。 它們由兩組核組成，即內側乳核和外側乳核。神經解剖學通常將乳狀體歸入下丘腦。乳頭體及通過乳腺丘腦道的前丘腦投影，對於情節記憶很重要。根據對具有乳狀體病變的大鼠的觀察報告，內側乳核的損傷會導致空間記憶不足。

## 臨床意義
Wernicke-Korsakoff綜合徵的發病機理暗示了由於缺乏硫胺而引起的對乳狀體損害，症狀包括順向失憶症引起的記憶力減退，表明乳狀體可能對記憶力很重要。 丘腦內側和前核的病變和乳狀體的病變，通常與人類的失憶症有關。乳狀體萎縮還存在於其他幾種疾病中，例如第三腦室的膠樣囊腫、阿茲海默症、精神分裂症、心力衰竭和睡眠窒息症。 儘管如此，乳狀體的確切功能仍然不清楚。

## 另请参阅
乳头上核
乳头被盖束

## 外部連結
- . Roche Lexicon - illustrated navigator. Elsevier.   [2020-01-15]. （原始内容存档于2012-07-22）. （页面存档备份，存于）